# Urban treasure hunt
Urban treasure hunt er en gratis skattejagt i Københavns gader, lavet af kunstgruppen Rumkammerat. Det er gratis at deltage og alle posterne findes på offentlig gade og vej. Første spor offentliggøres i pressen og via Rumkammerats mailingliste.
Urban Treasure Hunt opstod i sommeren 2007, som en måde at gøre opmærksom på Rumkammerats galleri. Da gennemførte ca. 40 personer, men kunstgruppen vidste nu hvordan konceptet kunne bruges. I 2008 blev konceptet videreudviklet og ca. 200 personer gennemførte denne gang.
I 2009 løb skattejagten fra den 17 juli – 2. august og havde 14 poster udført af 10 kunstnere. (Rune K. Drewsen, Rasmus Svarre, Laura And, Vaniljepusher, Kissmama, Charlotte Grum, Anders Hermansen, Winnie Strøm Schildknecht, Signe Marie Schmidt-Jacobsen og Phuc Van Dang). Over 600 personer der gennemførte skattejagten.
Efter den tredje Urban Treasure Hunt har Rumkammerat sammensat en doku-bog om projektet, og der er nu planer om at lave Urban Treasure Hunt i andre europæiske byer.
- Artikel fra Kunsten.nu om Urban treasure hunt Arkiveret 30. september 2009 hos  Wayback Machine

| Kunst | Spire Denne artikel om kunst er en spire som bør udbygges. Du er velkommen til at hjælpe Wikipedia ved at udvide den. |